# Grup Flaix
El grupo Flaix es un grupo de comunicación que posee dos cadenas de radio, Flaix FM, destinada a un tipo de música electrónica y dance, y Flaixbac, destinada a los últimos éxitos de la música perteneciente al género Pop y Dance .También posee un estudio creativo, Flaix Studio, especializado en experiencias relacionadas con la música, el arte digital y los acontecimientos efímeros. El grupo se caracteriza por poseer dos emisoras que promueven la música en catalán.
La empresa se fundó el año 1992 y está presidida por el periodista Carles Cuní.

## Historia
La empresa de comunicación y entretenimiento, Flaix, se fundó el año 1992 por Miquel Calçada y Carles Cuní, incluyendo la emisora Flaix FM que fue la primera emisora privada en formato de radiofórmula que transmitió en catalán. Su objetivo al fundar esta emisora fue dar más importancia y popularizar las emisoras de radio destinadas a la música.
En 1994 aparece la segunda emisora del equipo, FlaixBac, destinada a los últimos éxitos internacionales de los géneros Pop y Dance.
En 2001 junto con Mediapro y la participación de Ómnium Cultural, el grupo Flaix incorpora un canal de televisión llamado FlaixTV, a cargo de Ferran Cera y que tuvo su primera emisión el 21 de abril. El año 2005 FlaixTV fue comprado por Vocento y, a consecuencia, las últimas emisiones del canal de televisión tuvieron lugar en septiembre de 2005.
En 2003 el grupo de presentó al concurso para la adjudicación del múltiplex nacional privado que estaba convocado por la Generalidad de Cataluña pero finalmente no obtuvo el premio.
En 2015, Miquel Calçada, uno de los fundadores, abandonó el equipo para dedicarse plenamente a compromisos públicos y a la política. Se desvinculó del grupo tanto a nivel personal como accionarial.
En 2016 el programa “El matí i la mare que el va parir” de la emisora Radio Flaixbac, ganó el premio nacional en comunicación en la categoría de radiodifusión.